# ملک بعل
ملک بعل (انگلیسی: Malakbel) خدای خورشید بود که در شهر پالمیرا سوریه باستان پرستش می‌شد، اغلب با ایزد ماه آگلیبول به عنوان حزبی از تثلیث شامل بعلشامین خدای آسمان مرتبط و پرستش می‌شد.